# Crise de subsistance
La crise de subsistances ou ce qui vient après une crise frumentaire correspond à une difficulté, pour un individu, à subvenir à ses besoins en nourriture. Elle est généralement due à un hiver rude, qui entraîne une mauvaise récolte. 

## Caractéristiques
Les mauvaises récoltes sont à l'origine de la crise de subsistances ou crise frumentaire (du latin frumentum, froment) lorsque les réserves de grains de l'année précédente ne permettent pas ou permettent difficilement de faire la soudure avec les récoltes de l'année en cours ce qui entraîne très souvent une disette. 
La baisse des réserves de grains provoque une forte montée des prix des céréales et du pain, base de l'alimentation en Occident jusqu'au XIXe siècle.
Les crises de subsistances sont souvent la cible d'agioteurs, c'est-à-dire de personnes qui cachent le blé, afin de faire monter les prix, avant de remettre le blé sur le marché, et ainsi tirer des bénéfices importants. Afin de limiter l'agiotage, le gouvernement pouvait mettre en place une politique frumentaire, c'est-à-dire une politique de contrôle des prix et des réserves de blés, menée par les autorités.
Une crise de subsistance se traduit par : la rareté des céréales (crise générale), la montée du prix des céréales, l'arrêt des artisans dans la fabrication et gel des salaires des ouvriers ; l'augmentation des prix et la baisse des salaires entraînent une crise démographique : les plus faibles, c'est-à-dire les plus pauvres, meurent les premiers. Sous l'Ancien Régime, il y eut quatre crises importantes de subsistances : 1661-1662 (crise de l'avènement), 1693-1694, 1709 (Grand Hiver) et 1788-1789.

## Histoire
En France, le terme est utilisé pour la première fois par Jean Meuvret, en 1946, et grandement popularisé par Pierre Goubert, en 1960, dans son étude sur Beauvais et le Beauvaisis.